# Axel Honneth

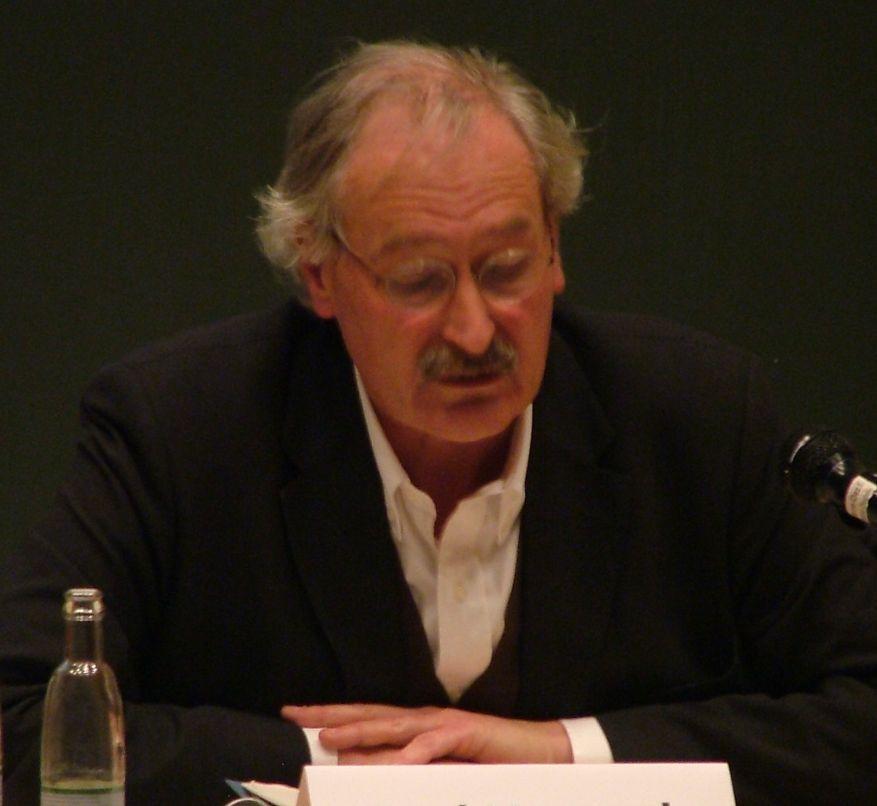
El filósofo social Axel Honneth en 2008.

Axel Honneth (18 de julio  de 1949, Essen, Alemania) es un filósofo y sociólogo alemán considerado como una de las figuras más importantes de la llamada tercera generación de la Escuela de Frankfurt reconocido por sus investigaciones en la teoría del reconocimiento y seguidor de la tradición de la Teoría crítica de la sociedad. Se considera un discípulo destacado de Jürgen Habermas.

## Biografía
Estudió Sociología, Germanística y Filosofía en Bonn y Bochum, y continuó su carrera académica en la Universidad Libre de Berlín.
Realizó su doctorado en el Instituto Max Planck de Múnich bajo la dirección de Jürgen Habermas, antes de trasladarse a la Universidad de Frankfurt, donde enseñó filosofía social: su trabajo de 1983 versó sobre M. Foucault y la teoría crítica.
Entre 2001 y diciembre de 2018, fue director del Instituto de Investigación Social (Institut für Sozialforschung (Ifs) - de la Universidad de Frankfurt), fundado en 1923 por Hermann Weil y su hijo Felix Weil y del que fueron miembros Max Horkheimer y Theodor Adorno.
Honneth ha sido coeditor de las revistas Deutschen Zeitschrift für Philosophie, European Journal of Philosophy y Constelaciones" y desde marzo de 2007 fue también presidente de la Asociación Internacional Hegel (Internationale Hegel-Vereinigung).
A diferencia de Habermas, que siempre sospechó del pensamiento francés por su presunto irracionalismo, Honneth es lector de Sartre, Foucault, Bourdieu, así como también de Rousseau.

## Teoría del reconocimiento recíproco
En el campo de la filosofía social y práctica, Honneth está actualmente asociado con el proyecto de revitalizar la teoría crítica por medio de una teoría del reconocimiento o teoría del reconocimiento recíproco, cuyo primer bosquejo fue esbozado en su obra La lucha por el reconocimiento (edición original alemana de 1992, traducción al castellano de 1997). El trabajo de Honneth consiste en articular la dimensión descriptiva de una teoría del reconocimiento con la descripción prescriptiva de una teoría moral. Para ello, se apoya en la premisa antropológica según la cual "el hombre solamente es hombre entre los hombres" (Fichte), es decir que la relación práctica consigo se constituye en una relación con el otro.
En el debate filosófico sobre América Latina, la teoría del reconocimiento de Axel Honneth ha sido confrontada conceptualmente con la teoría de los cuatro ethe de la modernidad capitalista de Bolívar Echeverría. En esta discusión se han cuestionado posibles limitaciones de esta teoría, si se analiza desde una perspectiva no eurocéntrica.

## Otras obras de Axel Honneth

### En alemán
- 1994 - Kampf um Anerkennung. Zur moralischen Grammatik sozialer Konflikte, Fráncfort.
- 2000 - Das Andere der Gerechtigkeit. Aufsätze zur praktischen Philosophie, Fráncfort.
- 2001 - Leiden an Unbestimmtheit. Eine Reaktualisierung der Hegelschen Rechtsphilosophie, Fráncfort.
- 2002 - Befreiung aus der Mündigkeit. Paradoxien des gegenwärtigen Kapitalismus, Fráncfort.
- 2003 - Unsichtbarkeit. Stationen einer Theorie der Intersubjektivität, Fráncfort.
- 2006 - Schlüsseltexte der Kritischen Theorie, Wiesbaden.
- 2011 - Das Recht der Freiheit, Berlín, Suhrkamp.

### En inglés
- 1993 - The Critique of Power: Reflective Stages in a Critical Social Theory (Studies in Contemporary German Social Thought), Massachusetts.
- 1996 - The Struggle for Recognition: The Moral Grammar of Social Conflicts (Studies in Contemporary German Social Thought), Massachusetts.

### En español
- 1997 - La lucha por el reconocimiento: por una gramática moral de los conflictos sociales, Barcelona Crítica, ISBN 978-84-7423-676-7.
- 2006 - ¿Redistribución o reconocimiento? (con N. Fraser), Madrid, Morata, 2006 ISBN 978-84-7112-501-9.
- 2007 - Reificación. Un estudio en la teoría del reconocimiento, Buenos Aires y Madrid, Katz Barpal, ISBN 84-935187-9-4.
- 2009 - Crítica del agravio moral: patologías de la sociedad contemporánea, México, Fondo de Cultura Económica, 978-95-05578-22-1. (Ficha en FCE)
- 2009 - Crítica del poder: fases en la reflexión de una teoría crítica de la sociedad, Madrid, A. Machado Libros, ISBN 978-84-7774-778-9.
- 2009 - Patologías de la razón. Historia y actualidad de la Teoría Crítica, Buenos Aires y Madrid, Katz Barpal Editores, ISBN 978-84-96859-49-4.
- 2011 - La sociedad del desprecio, Madrid, Editorial Trotta, ISBN 978-84-9879-244-7.
- 2014 - El derecho de la libertad, Buenos Aires y Madrid, Katz.
- 2019 - Reconocimiento. Una historia de las ideas europea, Madrid, Akal.
- 2022 - Recuperar el socialismo. Un debate con Axel Honneth, Madrid, Akal.

### En catalán
- 2017 - Una idea de socialisme. Assaig d'una actualització, Institució Alfons el Magnànim, ISBN 978-84-7822-7082.